# Monument commémoratif de Napoléon Ier
Le monument commémoratif de Napoléon Ier dit Le Casone voire monument de la place d'Austerlitz, est un monument consacré à Napoléon Ier dans sa ville de naissance, Ajaccio, en Corse-du-Sud, en France.

## Description
Située sur le côté ouest de la place d'Austerlitz (anciennement place du Casone), ce monument est composé d'une statue en pied de Napoléon Ier. Ce dernier est en habit militaire (« petit caporal ») tel qu'il était habillé à la bataille d'Austerlitz. La statue est au sommet d'une pyramide à degrés en granite qu'il est possible de gravir par un escalier encadré par deux aigles. Les dates « 1769 » et « 1821 » correspondent à la date de naissance et de mort de l'Empereur,.
La statue, fondue par Antoine Durenne, est une copie de celle de Charles Émile Seurre située dans la cour d'honneur de l'Hôtel des Invalides à Paris.
La grotte de Napoléon se trouve à côté. Selon la légende, Napoléon s'y réfugiait souvent pendant son enfance.

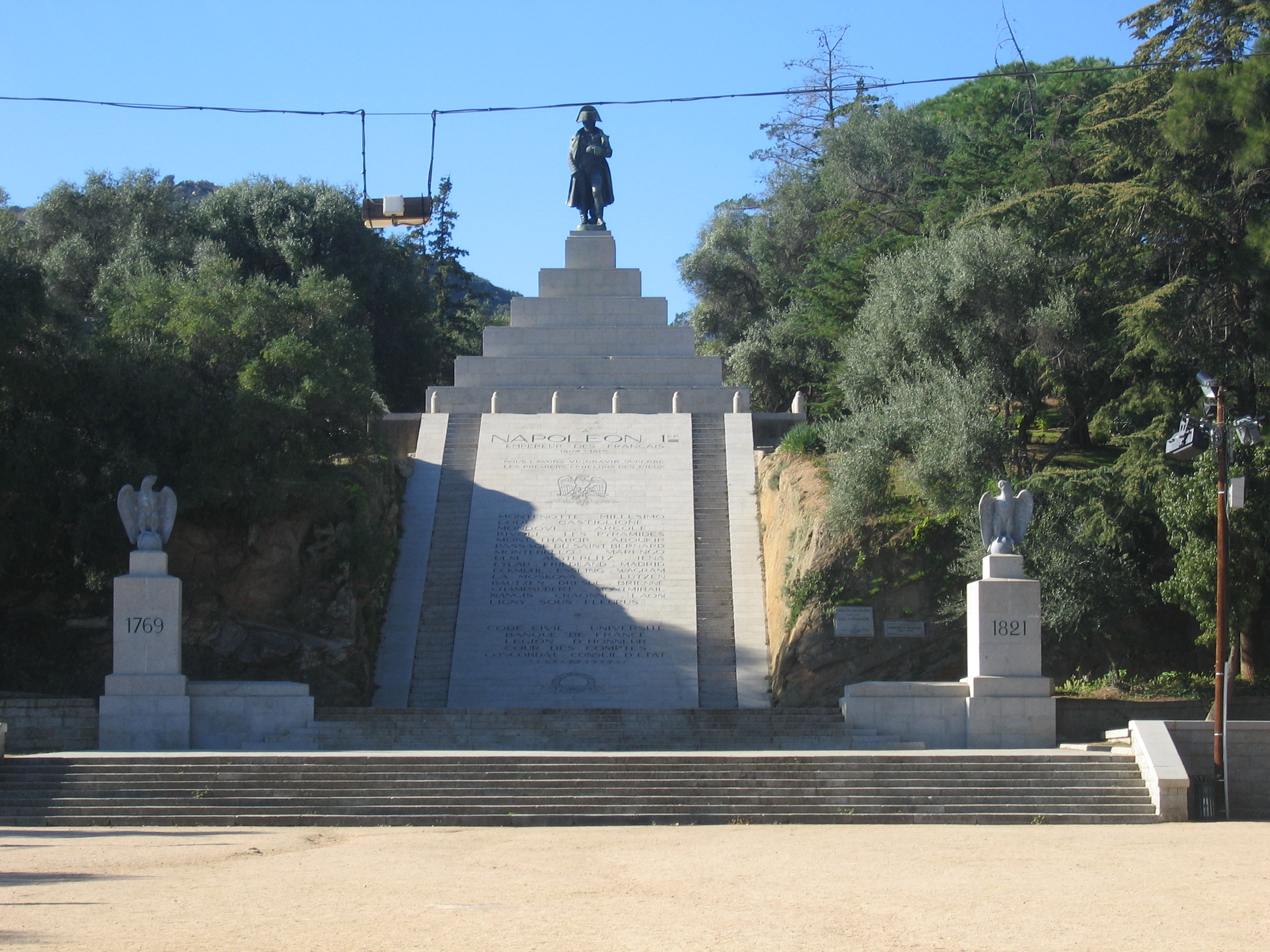
Monument commémoratif de Napoléon Ier.

## Histoire
Fruit d'une souscription publique initié en 1935, le monument est inauguré en 1938,. C'est l'architecte Roger Séassal, également auteur du monument aux morts de Rauba-Capeù à Nice, qui s'est chargé de l'étude du projet.

## Protection
La statue est classée au titre objet depuis le 2 mai 1984 (inventaire général du patrimoine culturel).